# Miloslav Penner
Miloslav Penner (Uherské Hradiště, 5 settembre 1972 – 31 gennaio 2020) è stato un calciatore ceco, di ruolo difensore.